# Viecha
Viecha (1045 m) – szczyt w Wielkiej Fatrze na Słowacji. 
Szczyty Viecha i Brdce (1132 m) znajdują się w północno-zachodnim grzbiecie północnego wierzchołka Kľaka. Viecha i jej północno-zachodni grzbiet opadający do Kotliny Turczańskiej w miejscowości Podhradie oddzielają dwie doliny; po orograficznie lewej stronie jest to Hlavná dolina, po prawej Veľka dolina. Viecha i jej grzbiet są całkowicie porośnięte lasem i znajdują się poza granicami Parku Narodowego Wielka Fatra.
Przez Viechę nie prowadzi żaden szlak turystyczny.